# Kanna (Hobel)

Einfacher japanischer Schlichthobel (Hira-Kanna)

Kanna (japanisch 鉋) ist das japanische Wort für Hobel, im engeren Sinn sind damit traditionelle japanische Hobel gemeint.
Holzarbeiten sind in Japan meist naturbelassen und ihre Oberflächen werden gehobelt. Der Kanna ist daher ein wichtiges Werkzeug für den japanischen Schreiner und das letzte Werkzeug für die Fertigstellung eines Werkstückes. Kanna für die Endbearbeitung hobeln so glatt, dass Schleifen nicht mehr notwendig ist, es können Späne bis zu ca. 3/100 mm Stärke abgetragen werden. Es gibt ca. 300 verschiedene Kanna, davon zahlreiche Spezialwerkzeuge.
Mit Kanna wird im Gegensatz zu den europäischen Hobeln auf Zug gehobelt. Der japanische Schreiner nimmt als Auflage für das Werkstück oft einen schräg nach unten verlaufenden „Hobelbalken“, auf dem das Werkstück nur von einem Eisennagel gehalten wird.
Auf Verstellmechanismen (wie bei manchen europäischen Hobeln) wird bewusst verzichtet. Das Eisen wird dazu sehr genau in den quaderförmigen Holzkörper des Hobels eingepasst und nur durch die Reibung des Eisens im Maul festgeklemmt. Der Hobel wird vom Handwerker nach den eigenen Vorlieben selbst angepasst, daher gibt es normalerweise keine gebrauchsfertigen Kanna zu kaufen.
Das Eisen wird mit kurzen Schlägen eines Hammers eingestellt, entweder auf das Ende des Eisens, um die Spandicke zu vergrößern, oder auf die hintere obere Kante des Hobels, um die Spandicke zu reduzieren.
Die Eisen der japanischen Hobel sind leicht konisch und sehr dick, so dass Schwingungen gut gedämpft werden. Sie bestehen aus hochwertigen, harten Kohlenstoffstählen. Daher darf die Schneide nur nass geschliffen werden.
Es gibt auch moderne Versionen mit auswechselbaren Klingen, die jedoch mit dem eigentlichen Kanna wenig mehr als die äußere Form gemein haben.

## Typen und Sonderformen
Beispiele:
- Ara-Shiko (Schlichthobel)
- Ari-Sakuri-Kanna (Grathobel für Schwalbenschwanzverbindungen)
- Jo-Shiko (Putzhobel)
- Kiwa-Kanna (Simshobel)
- Maru-Kanna (Rundhobel)
- Naga-Dai-Kanna (Raubank)
- Tachi-Ba-Kanna (Schabhobel mit stehender Klinge)
- Yari-Kanna (freihändig geführter Hobelvorläufer)

## Weiterführende Literatur
- Toshio Odate: Japanese Woodworking Tools: Their Tradition, Spirit, and Use. Linden Publishing Co Inc.,U.S., ISBN 0-941936-46-5.